# 1688 Уілкенз
1688 Уілкенз (1688 Wilkens) — астероїд головного поясу, відкритий 3 березня 1951 року.
Тіссеранів параметр щодо Юпітера — 3,336.